# Faryd Mondragón
Faryd Camilo Mondragón Alí (ur. 21 czerwca 1971 w Cali) – kolumbijski piłkarz występujący na pozycji bramkarza. Jest synem Kolumbijczyka i Libanki.

## Kariera reprezentacyjna
Z reprezentacją Kolumbii wystąpił m.in. na Igrzyskach Olimpijskich w 1992 roku. W reprezentacji seniorskiej Mondragón zadebiutował 21 maja 1993 roku w zremisowanym 1:1 spotkaniu z Wenezuelą. W 1994 został powołany przez Francisco Maturanę do kadry na Mistrzostwa Świata w USA. Kolumbia odpadła z mistrzostw po fazie grupowej, a Mondragón cały turniej spędził na ławce rezerwowych. W 1998 roku został powołany przez Hernána Darío Gómeza do kadry na Mistrzostwa Świata we Francji. Na tym turnieju był podstawowym bramkarzem Kolumbijczyków. Wystąpił w trzech grupowych spotkaniach: z Rumunią (0:1), z Tunezją (1:0) oraz z Anglią (0:2). Kolumbia podobnie jak cztery lata wcześniej, odpadła z mistrzostw po fazie grupowej. W wieku 42 lat Faryd Mondragón ponownie zagrał w reprezentacji Kolumbii. Bramkarz wystąpił w dwóch towarzyskich meczach: z Belgią (2:0) i z Holandią (0:0). W kadrze narodowej wystąpił 56 razy.
24 czerwca 2014 roku stał się najstarszym zawodnikiem, który zagrał na mistrzostwach świata. Mondragón miał wtedy skończone 43 lata i 3 dni.